# Campeonato Salvadorenho de Futebol
Primera División de la Liga de Fútbol Profesional (língua portuguesa: Primeira Divisão da Liga de Futebol Profissional), mais comumente conhecido como La Liga Mayor ou La Primera, é a melhor divisão profissional da liga de futebol em El Salvador. Foi criado em 1969 e a partir de 2015 tem 12 clubes. Inicialmente, a liga foi executada como um torneio ao longo do ano, mas a partir de 1998, o sistema de liga mudou, e agora, bem como em muitas outras ligas de futebol nas Américas, o campeonato tem dois torneios por ano. Tradicionalmente a temporada Apertura vai de agosto a dezembro, enquanto a temporada Clausura vai de fevereiro a julho.

## Principais clubes
| Clube            | Cidade             | Nº de títulos | Estádio                        | Capacidade |
| Deportivo Águila | San Miguel         | 16            | Estádio Juan Francisco Barraza | 10 000     |
| Alianza          | San Salvador       | 14            | Estádio Cuscatlán              | 35 000     |
| 11 Deportivo     | Ahuachapán         | 8             | Estádio Simeón Magaña          | 5 000      |
| El Vencedor      | Usulután           | 0             | Estádio Sérgio Rivera          | 10 000     |
| Independiente    | San Miguel         | 2             | Estádio Juan Francisco Barraza | 10 000     |
| Desportivo FAS   | Santa Ana          | 17            | Estádio Oscar Quiteño          | 15 000     |
| Jocoro           | Jocoro             | 0             | Estádio Ramón Flores Berrios   | 5 000      |
| Isidro-Metapan   | Metapán            | 10            | Estádio Jorge Calero Suárez    | 8 000      |
| Santa Tecla      | Santa Tecla        | 4             | Estádio Las Delicias           | 3 000      |
| Municipal Limeño | Santa Rosa de Lima | 0             | Estádio Ramón Flores Berrios   | 5 000      |
| Sonsonate        | Sonsonate          | 0             | Estádio Ana Mercedes Campos    | 9 000      |
| Chalatenango     | Chalatenango       | 0             | Estádio José Gregório Martinez | 15 000     |

## Lista de Campeões
| Ano                                                                      | Campeão                | Placar                | Vice-Campeão             | Artilheiro                       | Clube                        | Gols |
| Era Amadora                                                              |                        |                       |                          |                                  |                              |      |
| 1926/27                                                                  | Chinameca              | 2-1                   | Nequepio                 | Héctor Ramírez                   | Sporting                     | 19   |
| 1927/28                                                                  | Hércules               | 3-0                   | Chinameca                | Kévin Calderón                   | Hércules                     | 16   |
| 1928/29                                                                  | Hércules               | 1-1 2-0               | Excélsior                | Salvador Galindo                 | Hércules                     | 17   |
| 1929/30                                                                  | Hércules               | 0-2 3-1               | Excélsior                | Francisco Reyes                  | Hércules                     | 14   |
| 1930/31                                                                  | Hércules               | 3-2                   | San Salvador             | Joel Turcios                     | Excelsior                    | 12   |
| 1931/32                                                                  | Hércules               | 2-0                   | San Salvador             | Salvador Galindo                 | Hércules                     | 16   |
| 1932/33                                                                  | Hércules               | 1-0                   | Deportivo Maya           | Nelson Alvarenga                 | Excelsior                    | 11   |
| 1933/34                                                                  | Hércules               | 0-0 1-0               | Deportivo Maya           | Nelson Alvarenga                 | Excelsior                    | 14   |
| 1934/35                                                                  | Deportivo Maya         | 2-1                   | Libertad                 | Nelson Alvarenga                 | Excelsior                    | 20   |
| 1935/36                                                                  | Deportivo Maya         | 4-3                   | San Salvador             | Nelson Moreno                    | Desportivo Maya              | 16   |
| 1936/37                                                                  | Deportivo 33           | 3-1                   | Alacranes                | Nelson Alvarenga                 | Excelsior                    | 17   |
| 1937/38                                                                  | Deportivo 33           | 10-3                  | Deportivo Maya           | Nelson Moreno                    | San Salvador                 | 19   |
| 1938/39                                                                  | Deportivo 33           | -                     | Ahuachápan               | Enmanuel Hernández               | Desportivo 33                | 12   |
| 1939/40                                                                  | Atlético España        | -                     | Libertad                 | -                                |                              |      |
| 1940/41                                                                  | Quequeisque            | -                     | Atlético España          | Edgar Nolasco                    | San Salvador                 | 16   |
| 1941/42                                                                  | Quequeisque            | Quadrangular Final    | Juventud Olímpica        | Enner Orellana                   | Mejicanos                    | 15   |
| 1942/43                                                                  | Quequeisque            | Triangular Final      | Ferrocarril              | Óscar Almendárez                 | Ahuachápan                   | 19   |
| 1943/44                                                                  | Quequeisque            | -                     | Chalchuapa               | Boris Morales                    | San Salvador                 | 16   |
| 1944/45                                                                  | Quequeisque            | -                     | Soyapango                | Melvin Cartagena                 | Soyapango                    | 17   |
| 1945/46                                                                  | Quequeisque            | -                     | Ferrocarril              | Marcelo Díaz                     | San Salvador                 | 12   |
| 1946                                                                     | Libertad               | Triangular Final      | Once Municipal           | Enrique Contreras                | San Salvador                 | 14   |
| Campeonato Profissional                                                  |                        |                       |                          |                                  |                              |      |
| 1948-1949                                                                | Once Municipal         | Pontos Corridos       | Libertad                 | Sergio Sibrián                   | Libertad                     | 12   |
| 1950-1951                                                                | Dragón                 | Pontos Corridos       | Atlético Marte           | Mario González                   | Atlético Marte               | 15   |
| 1951-1952                                                                | Desportivo FAS         | Pontos Corridos       | Leones                   | Israel Landaverde                | Dragon                       | 11   |
| 1952-1953                                                                | Dragón                 | Pontos Corridos       | Juventud Olímpica        | Alexis Renderos                  | Dragon                       | 15   |
| 1953-1954                                                                | Desportivo FAS         | Pontos Corridos       | Dragón                   | Narciso Orellana                 | Desportivo FAS               | 16   |
| 1954-1955                                                                | Atlético Marte         | Pontos Corridos       | Dragón                   | Jimmy Cuellar                    | Desportivo Firpo             | 11   |
| 1955-1956                                                                | Atlético Marte         | Pontos Corridos       | Desportivo Firpo         | Rubén Marroquín                  | Atlético Marte               | 16   |
| 1956-1957                                                                | Atlético Marte         | Pontos Corridos       | Atlante San Alejo        | Henry Romero                     | Atlético Marte               | 15   |
| 1957-1958                                                                | Desportivo FAS         | Pontos Corridos       | Once Municipal           | Bryan Tamacas                    | Desportivo FAS               | 17   |
| 1958-1959                                                                | Águila                 | 4-0 1-0               | Desportivo FAS           | Óscar Rodríguez                  | Atlante                      | 10   |
| 1960-1961                                                                | Águila                 | Pontos Corridos       | Desportivo FAS           | Juan Carlos Portillo             | Colón                        | 10   |
| 1961-1962                                                                | Desportivo FAS         | Pontos Corridos       | Club Desportivo Águila   | Marvin Monterroza                | Tonacatepeque                | 18   |
| 1962-1963                                                                | Desportivo FAS         | Pontos Corridos       | Atlante                  | Isaac Portillo                   | Opico                        | 14   |
| 1963-1964                                                                | Águila                 | Pontos Corridos       | Juventud Olímpica        | Óscar Cerén                      | Chalchuapa                   | 10   |
| 1964-1965                                                                | Águila                 | Pontos Corridos       | Desportivo FAS           |                                  |                              |      |
| 1965-1966                                                                | Alianza                | 2-1                   | Águila                   |                                  |                              |      |
| 1966-1967                                                                | Alianza                | 5-1                   | Sonsonate                | Marcelo Baéz                     | Sonsonate                    | 12   |
| 1967-1968                                                                | Águila                 | Pontos Corridos       | Desportivo FAS           |                                  |                              |      |
| 1968-1969                                                                | Atlético Marte         | Pontos Corridos       | Desportivo FAS           | Mario Saldívar                   | Atlético Marte               | 11   |
| Campeonato Anual                                                         |                        |                       |                          |                                  |                              |      |
| 1970                                                                     | Atlético Marte         | Pontos Corridos       | Desportivo FAS           | Walter Cabrera                   | Juventud Olímpica            | 14   |
| 1971                                                                     | Juventud Olímpica      | Pontos Corridos       | Alianza                  | Walter Cabrera                   | Juventud Olímpica            | 13   |
| 1972                                                                     | Águila                 | Hexagonal Final       | Juventud Olímpica        | David Arnoldo Cabrera            | FAS                          | 15   |
| 1973                                                                     | Juventud Olímpica      | Hexagonal Final       | Alianza                  | Henry Hernández                  | Alianza                      | 16   |
| 1974                                                                     | Platense               | 2-0 0-2 1-1 (Pen:4-3) | Negocios Internacionales | Jairo González                   | Desportivo FAS               | 13   |
| 1975                                                                     | Águila                 | 3-1                   | Alianza                  | Hugo Coria                       | Águila                       | 12   |
| 1976                                                                     | Águila                 | 1-1 3-1               | Once Municipal           | Hugo Coria                       | Águila                       | 18   |
| 1977                                                                     | Desportivo FAS         | 1-1 1-0               | Once Municipal           | Hugo Coria                       | Águila                       | 16   |
| 1978                                                                     | Desportivo FAS         | Quadrangular Final    | Alianza                  | Jorge "Mágico" González          | FAS                          | 15   |
| 1979                                                                     | Santiagueño            | Quadrangular Final    | Águila                   | Jorge "Mágico" González          | FAS                          | 20   |
| 1980                                                                     | Atlético Marte         | Quadrangular Final    | Santiagueño              | Eduardo Pineda                   | FAS                          | 17   |
| 1981                                                                     | Desportivo FAS         | 1-1 (Pen:4-3)         | Independiente            | David Arnoldo Cabrera            | FAS                          | 20   |
| 1982                                                                     | Atlético Marte         | 1-0 2-0               | Independiente            | Óscar Gustavo “Lotario” Guerrero | Independiente                | 19   |
| 1983                                                                     | Águila                 | Quadrangular Final    | Desportivo FAS           | David Arnoldo Cabrera            | FAS                          | 16   |
| 1984                                                                     | Desportivo FAS         | Quadrangular Final    | Águila                   | Ever Hernandez                   | FAS                          | 17   |
| 1985                                                                     | Atlético Marte         | 3-5 (Pro:5-2)         | Alianza                  | Jose Maria Rivas                 | Atlético Marte               | 11   |
| Campeonato Saisonnier                                                    |                        |                       |                          |                                  |                              |      |
| 1986-1987                                                                | Alianza                | 0-0 (Pen:7-6)         | Águila                   | Ruben Alonso                     | Alianza                      | 15   |
| 1987-1988                                                                | Águila                 | Quadrangular Final    | Desportivo FAS           | Ruben Alonso                     | Alianza                      | 17   |
| 1988-1989                                                                | Desportivo Firpo       | 3-3 (Pen:4-3)         | Cojutepeque              | Ruben Alonso                     | Alianza                      | 14   |
| 1989-1990                                                                | Alianza                | 3-1                   | Desportivo Firpo         | Ruben Alonso                     | Alianza                      | 16   |
| 1990-1991                                                                | Desportivo Firpo       | 1-0                   | Águila                   | Alexander Garcete                | Águila                       | 14   |
| 1991-1992                                                                | Desportivo Firpo       | 3-0                   | Alianza                  | Jorge "Mágico" González          | FAS                          | 16   |
| 1992-1993                                                                | Desportivo Firpo       | 2-1                   | Alianza                  | Aldo Zárate                      | Alianza                      | 17   |
| 1993-1994                                                                | Alianza                | 2-1                   | Desportivo FAS           | Jorge "Mágico" González          | FAS                          | 14   |
| 1994-1995                                                                | Desportivo FAS         | 4-3                   | Desportivo Firpo         | Federico Cristóforo              | Desportivo FAS               | 16   |
| 1995-1996                                                                | Desportivo FAS         | 2-1                   | Desportivo Firpo         | Librado Azcona                   | Alianza                      | 10   |
| 1996-1997                                                                | Alianza                | 3-2                   | Desportivo Firpo         | Alexander Campos                 | Juventud Independiente       | 15   |
| 1997-1998                                                                | Desportivo Firpo       | 2-0                   | Desportivo FAS           | Federico Cristóforo              | Desportivo FAS               | 18   |
| Campeonato Dividido em Apertura e Clausura                               |                        |                       |                          |                                  |                              |      |
| 1998 A                                                                   | Alianza                | 1-0                   | Desportivo Firpo         | Adonai Martínez                  | Desportivo Firpo             | 19   |
| 1999 C                                                                   | Desportivo Firpo       | 1-1 (Pen:5-4)         | Desportivo FAS           | Héctor Canales                   | Alianza                      | 13   |
| 1999 A                                                                   | Águila                 | 1-0                   | Municipal Limeño         | Brayan Landaverde                | Desportivo FAS               | 18   |
| 2000 C                                                                   | Desportivo Firpo       | 1-1 (Pen:11-10)       | ADET                     | Héctor Canales                   | Alianza                      | 12   |
| 2000 A                                                                   | Águila                 | 3-2                   | Municipal Limeño         | Héctor Canales                   | Alianza                      | 16   |
| 2001 C                                                                   | Águila                 | 2-1                   | Desportivo FAS           | Brayan Landaverde                | Águila                       | 16   |
| 2001 A                                                                   | Alianza                | 2-1                   | Desportivo Firpo         | Juan Carlos Reyes                | Desportivo Firpo             | 17   |
| 2002 C                                                                   | Desportivo FAS         | 4-0                   | Alianza                  | Brayan Landaverde                | Águila                       | 14   |
| 2002 A                                                                   | Desportivo FAS         | 3-1                   | San Salvador             | Jonathan Pineda                  | Águila                       | 17   |
| 2003 C                                                                   | San Salvador           | 3-1                   | Desportivo Firpo         | Miguel Lemus                     | Usulután                     | 17   |
| 2003 A                                                                   | Desportivo FAS         | 2-2 (Pen:5-3)         | Águila                   | Miguel Lemus                     | Usulután                     | 15   |
| 2004 C                                                                   | Alianza                | 1-1 (Pen:3-2)         | Desportivo FAS           | Joél Ortega                      | Alianza                      | 13   |
| 2004 A                                                                   | Desportivo FAS         | 0-0 (Pen:4-3)         | Atlético Balboa          | Rómulo Villalobos                | Atlético Balboa              | 12   |
| 2005 C                                                                   | Desportivo FAS         | 3-1                   | Desportivo Firpo         | Rómulo Villalobos                | Isidro-Metapan               | 15   |
| 2005 A                                                                   | Vista Hermosa          | 2-0                   | Isidro-Metapan           | Willy Cienfuegos                 | Vista Hermosa                | 17   |
| 2006 C                                                                   | Club Desportivo Águila | 4-2                   | Desportivo FAS           | Ramon Rodríguez                  | Águila                       | 12   |
| 2006 A                                                                   | Once Municipal         | 3-1                   | Desportivo FAS           | Josael Saravia                   | Once Municipal               | 14   |
| 2007 C                                                                   | Isidro-Metapan         | 1-0                   | Desportivo Firpo         | Abiel Aguilera                   | Isidro-Metapan               | 17   |
| 2007 A                                                                   | Desportivo Firpo       | 1-1 (Pen:5-3)         | Desportivo FAS           | Ever Acosta                      | Atlético Marte               | 15   |
| 2008 C                                                                   | Desportivo Firpo       | 1-0                   | Desportivo FAS           | Abiel Aguilera                   | Santa Tecla                  | 11   |
| 2008 A                                                                   | Isidro-Metapan         | 3-3 (Pen:4-3)         | Chalatenango             | Abiel Aguilera                   | Santa Tecla                  | 16   |
| 2009 C                                                                   | Isidro-Metapan         | 1-0                   | Desportivo Firpo         | Cristian Ali Gil Mosquera        | Municipal Limeño             | 17   |
| 2009 A                                                                   | Desportivo FAS         | 3-2                   | Águila                   | Cristian Ali Gil Mosquera        | Municipal Limeño             | 14   |
| 2010 C                                                                   | Isidro-Metapan         | 3-1                   | Águila                   | José Oliveira de Souza           | Alianza                      | 11   |
| 2010 A                                                                   | Isidro-Metapan         | 0-0 (Pen:4-3)         | Alianza                  | Rodolfo Zelaya Alexander Campos  | Alianza Atlético Balboa      | 9    |
| 2011 C                                                                   | Alianza                | 2-1                   | Desportivo FAS           | Rodolfo Zelaya                   | Alianza                      | 13   |
| 2011 A                                                                   | Isidro-Metapan         | 1-0                   | Once Municipal           | Nicolás Muñoz                    | Águila                       | 15   |
| 2012 C                                                                   | Águila                 | 2-1                   | Isidro-Metapan           | Nicolás Muñoz Anel Canales       | Águila Desportivo Firpo      | 12   |
| 2012 A                                                                   | Isidro-Metapan         | 1-1 (Pen:5-4)         | Alianza                  | Nicolás Muñoz Sean Fraser        | Isidro-Metapan Alianza       | 12   |
| 2013 C                                                                   | Desportivo Firpo       | 3-0                   | Desportivo FAS           | Anel Canales                     | Desportivo Firpo             | 10   |
| 2013 A                                                                   | Isidro-Metapan         | 1-0                   | Desportivo FAS           | Jesús Toscanini Gonzalo Mazzia   | Independiente Atlético Marte | 13   |
| 2014 C                                                                   | Isidro-Metapan         | 0-0 (Pen:6-5)         | Dragón                   | Williams Reyes                   | Dragón                       | 12   |
| 2014 A                                                                   | Isidro-Metapan         | 1-1 (Pen:4-3)         | Águila                   | Nicolas Muños                    | Isidro-Metapan               | 10   |
| 2015 C                                                                   | Santa Tecla            | 1-1 (Pen:3-1)         | Isidro-Metapan           | Roberto Casadei                  | FAS                          | 19   |
| 2015 A                                                                   | Alianza                | 1-0                   | Desportivo FAS           | Bladimir Díaz                    | Chalatenango                 | 15   |
| 2016 C                                                                   | Dragón                 | 1-0                   | Águila                   | David Rugamas                    | Isidro-Metapan               | 12   |
| 2016 A                                                                   | Santa Tecla            | 3-2                   | Alianza                  | Jefferson Viveros                | Limeño                       | 13   |
| 2017 C                                                                   | Santa Tecla            | 4-0                   | Alianza                  | Javier Lezcano                   | Pasaquina                    | 11   |
| 2017 A                                                                   | Alianza                | 4-1                   | Santa Tecla              | Armando Polo                     | Sonsonate                    | 13   |
| 2018 C                                                                   | Alianza                | 1-0                   | Santa Tecla              | Ricardo Ferreira                 | Santa Tecla                  | 12   |
| 2018 A                                                                   | Santa Tecla            | 2-1                   | Alianza                  | Gustavo Guerreño Armando Polo    | Alianza Sonsonate            | 12   |
| 2019 C                                                                   | Águila                 | 0-0 (Pen:3-1)         | Alianza                  | Rodolfo Zelaya                   | Alianza                      | 14   |
| 2019 A                                                                   | Alianza                | 1-0                   | Desportivo FAS           | Bladimir Diaz                    | Alianza                      | 16   |
| Torneio Clausura de 2020 foi cancelado devido a Pandemia de COVID-19     |                        |                       |                          |                                  |                              |      |
| 2020 A                                                                   | Alianza                | 3-0                   | Águila                   | Nicolas Munoz                    | El Vencedor                  | 19   |
| 2021 C                                                                   | Desportivo FAS         | 1-1 (Pen:4-3)         | Alianza                  | Rodolfo Zelaya                   | Alianza                      | 8    |
| 2021 A                                                                   | Alianza                | 2-1                   | Platense                 | Duvier Riascos                   | Alianza                      | 16   |
| 2022 C                                                                   | Alianza                | 1-1 (Pen:5-4)         | Águila                   | Bladimir Díaz                    | Alianza                      | 9    |
| 2022 A                                                                   | FAS                    | 2-0                   | Jocoro                   | Juan Carlos Argueta              | Jocoro                       | 8    |
| Torneio Clausura de 2023 foi cancelado devido a Multidão em San Salvador |                        |                       |                          |                                  |                              |      |
| 2023 A                                                                   | Águila                 | 3-0                   | Jocoro                   | Carlos Salazar                   | Águila                       | 15   |
| 2024 C                                                                   | Alianza                | 5-0                   | Municipal Limeño         | Styven Vásquez                   | Firpo                        | 15   |

## Número de Títulos (Era Profissional)[1]
| Campeões         |         |       | |
| Equipe           | Títulos | Vices | Ano dos títulos |
| Desportivo FAS   | 19      | 23    | 1951/52, 1953/54, 1957/58, 1961/62, 1962, 1977/78, 1978/79, 1981, 1984, 1994/95, 1995/96, 2002-C, 2002-A, 2003-A, 2004-A, 2005-C, 2009-A, 2021-C |
| Alianza          | 18      | 15    | 1965/66, 1966/67, 1986/87, 1989/90, 1993/94, 1996/97, 1998-A, 2001-A, 2004-C, 2011-C, 2015-A, 2017-A, 2018-C, 2019-A, 2020-A                     |
| Águila           | 17      | 13    | 1959, 1960/61, 1963/64, 1964, 1967/68, 1972, 1975/76, 1976/77, 1983, 1987/88, 1999-A, 2000-A, 2001-C, 2006-C, 2012-C, 2019-C                     |
| Isidro Metapán   | 10      | 3     | 2007-C, 2008-A, 2009-C, 2010-C, 2010-A, 2011-A, 2012-A, 2013-A, 2014-C, 2014-A                                                                   |
| Firpo            | 10      | 11    | 1988/89, 1990/91, 1991/92, 1992/93, 1997/98, 1999-C, 2000-C, 2007-A, 2008-C, 2013-C                                                              |
| Atlético Marte   | 8       | 0     | 1955, 1955/56, 1956/57, 1968/69, 1970, 1980/81, 1982, 1985                                                                                       |
| Santa Tecla      | 4       | 2     | 2015-C, 2016-A, 2017-C, 2018-A |
| Dragón           | 3       | 3     | 1950/51, 1952/53, 2014-C |
| Once Municipal   | 2       | 4     | 1948/49, 2006-A |
| Juventud Olímpia | 2       | 4     | 1971, 1973 |
| San Salvador     | 1       | 1     | 2003-C |
| Santiagueño      | 1       | 1     | 1979/80 |
| Platense         | 1       | 1     | 1974/75 |
| Vista Hermosa    | 1       | 0     | 2005-A |